# 井口街道
井口街道，是中华人民共和国重庆市沙坪坝区下辖的一个乡镇级行政单位。

## 行政区划
井口街道下辖以下地区：
经济桥社区、果园社区、松堡社区、柏杨村社区、江家院社区、美丽阳光家园社区、宏城名都社区、双碑村、南溪村、井口村和二塘村。